# スイス連邦鉄道 Am 4/6 1101
Am 4/6 1101は、世界初のガスタービン電気機関車である。1938年にブラウン・ボベリ社（BBC）によってスイス連邦鉄道（SBB-CFF-FFS）向けに製造され、非電化路線の実験サービスに使用された。 

## 歴史
BBCは、1938年に電気エネルギーを生産するためのガスタービン発電機セットを初めて製造した。ヌーシャテル市の地下バンカーの4,000 kW (5,360 hp)の電力を供給する非常用電源も同じ技術に基づいて構築された。BBCは、ガスタービンを使用して機関車に動力を供給することが理にかなっているかどうかを評価し、1,620 kW (2,170 hp)の出力を持つガスタービン電気機関車をスイス連邦鉄道に提案した。   
SBB-CFF-FFSは、いくつかの条件下で提案を受け入れる準備ができていたため、ガスタービン技術を鉄道に適用することを試みる可能性を提供した。6軸の機関車のコンセプトは1620kW以上の牽引力のアプリケーションを許可しなかった。最高速度は110 km/h (68 mph)に設定された。重量（燃料を含む）は92トンを超えてはならず、この条件が満たせない場合、SBB-CFF-FFSは試運転も拒否する。一方、SBB-CFF-FFSは、完成時に機関車を使用する義務があった。 
スイス・ロコモティブ・アンド・マシン・ワークス（SLM）が機械部品を製造している間、プロジェクトはBBCが主導し、資金を提供した。 

## 技術

### 製作
この機関車は、ガスタービンに直接関連しないコンポーネントの故障がプロジェクトを危険にさらすことを回避するために、可能な限り既存の技術に基づいて作られた。従来のディーゼルエンジンとの組み合わせで信頼性があり、車軸配置と動輪の軸重ため、電気式が選択された。これは、ディーゼルエンジンや蒸気機関に比べてパワーウエイトレシオがはるかに高いため、重要な側面であった。可能な代替案として油圧トランスミッションもあったが、当時まだこの技術は約300 kW (400 hp)以上のパワーに対応できるとは考えられていなかった。  
タービンは、空気圧縮機、燃焼室、タービン本体で構成されていた。空気圧縮機は約4,500キロワット (6,000 hp)を必要とし（タービンの回転速度に応じて)空気圧1 - 3重量キログラム毎平方センチメートル (0.098 - 0.294 MPa; 14 - 43 psi)  の空気を燃焼室に押し込む。500 °C (932 °F)～600 °C (1,112 °F)の温度で注入された燃料が燃焼しガスの膨張を引き起こし、タービンに当たって約6,000キロワット (8,000 hp)を生じる。排気は多くのディーゼル機関車と同様に屋根上から排出されたが、排気系の途中に熱交換器を備えており、それで吸気を予熱していた。差し引き約1,500キロワット (2,000 hp)の出力が機関車の運転に使用された。

### 効率
測定により、タービンの効率はアイドル（0％効率）から中負荷（ 1,000馬力 (746 kW) 15％）まで着実に上昇することがわかった。高負荷で最高に達し（ 1,700馬力 (1,268 kW) 18％）、そして再び最大出力に向けて下降する（ 2,200馬力 (1,641 kW) 16％）。これらの数値に、電力伝送の損失は含まれていない。 これは、従来のディーゼルエンジンと比較して低く、この技術の幅広い採用を妨げた主な理由の1つである。 

### 機関車の始動
最初に、電池の助けによって補助ディーゼルエンジンが始動する。このエンジンは発電機に接続され、発電機はタービンを始動するための電力を供給する。タービンは、付属の発電機をモーターとして使用して回転速度を上げる。このプロセスには約4分かかった。次に、タービンに点火して、単独で稼働させる。タービンの回転が加速している間、補助ディーゼルエンジンによって生成される電気により10キロメートル毎時 (6.2 mph)の低い速度で列車の前に機関車を連結するために運転することができる。さらに4分後、機関車が運行中の状況で、タービンはアイドル速度（発電機で100 rpm）に達した。 

### 電力出力の増加
パワー出力を上げるために、運転士がパワーコントローラーを回すことで以下の現象が起きる。 
- より多くの燃料が燃焼室に噴射される
- スピードガバナーが、より高い回転速度を達成するように調整される
- 過負荷保護装置が過負荷状態（回転速度が目標速度より低い）に気づき、タービンの負荷を下げる（！）

負荷が低く、噴射される燃料が多いため、回転速度が増加し（全負荷時の発電機で最大300 rpm）、ある時点でタービンが目標速度に達し、負荷が再び所望のレベルまで増加してタービンの出力と牽引モーターに必要な出力との間の新しい平衡に到達する。 
負荷を軽減するためには以上の逆のプロセスが行われる。 

### 制動
長い下り坂では摩耗して過熱する傾向があるためエアブレーキを使用しないようにするために、別のブレーキシステムが望ましい。タービンのコンプレッサーは4,500kWを必要とするので、タービンがそれ以上出力を生成しないように燃焼室へのオイル供給を停止することにより、牽引モーターによって生成された電気を熱に変換するために使用することが計画された。必要なインストールが行われたかどうかは不明である。 

### 安全対策
エンジニアがタービンの出力を上げるのが遅すぎた場合（たとえば、その前のグレード内）、タービンの回転速度が十分に速く上昇せず、燃料が多すぎてタービンが過熱する可能性がある。温度が高すぎることが警告灯によって運転士に示された。彼が負荷を下げなかった場合、燃料供給は温度がさらに30°C（54   °F）上昇した後にカットされた。 
また、ケーブルやヒューズの破損により、タービンからの負荷が突然遮断され、回転数が急激に上昇して、調速機では補正できない可能性もある。この場合、安全装置がタービンへの空気供給を減少させ、冷気の欠如により燃焼室内の温度が上昇し、それによりタービンの停止につながる。 
燃焼室も監視された。温度が低くなりすぎた場合（オイルが燃焼しなくなった場合）、コントローラーがオイルに再度点火して5秒間失敗すると、オイルの供給を停止する。 

### コントローラーロジック
タービンを制御するロジックは、オイルを使用して実装された。すべての入力（スピードガバナー、パワーコントローラーなど）は、オイルサイクルに取り付けられたバルブまたはポンプであり、アクチュエーター（ピストン）が必要な規制を行うようにオイルの流れに影響を与えた。 

## 運用
機関車は、1958年まで使用された。1958年には、新しい電気システムの実験用に再構築された。比較的非効率で、1958年までにSBB-CFF-FFSネットワークに非電化ラインがなくなったため、量産はされなかった。機関車は、クラス01蒸気エンジン（特にグレードで性能が優れていた）の代替品としてドイツでテストされた。フランスでも同様のテストが行われた。 